# Òscar Cadiach
Òscar Cadiach i Puig (* 22. Oktober 1952 in Barcelona) ist ein katalanischer Bergsteiger. Er ist einer der wenigen Menschen, die alle 14 Berge mit einer Höhe von über 8000 Metern bestiegen haben.

## Leben
Der 1952 in Barcelona geborene Cadiach wuchs in Tarragona auf. Im Alter von 14 Jahren begann er mit dem Bergsteigen und mit 22 Jahren arbeitete er als Ausbilder an der Escola Catalana d’Alta Muntanya (‚Katalanische Hochgebirgsschule‘).
In den 1980er Jahren begann er mit der Besteigung der Achttausender und bestieg als ersten Berg 1984 den Nanga Parbat. 1985 bestieg er den Mount Everest, wobei Cadiach als erster Bergsteiger den klettertechnisch sehr schwierigen Second Step „frei“ bewältigte. In den Jahren vor der erfolgreichen Besteigung des Broad Peak hatte er mehrmals versucht, diesen Berg zu besteigen. Bereits 1992 hatte er mit Enric Dalmau, Lluis Ráfols und Alberto Soncini vom Shaksgam-Tal aus den 8011 m hohen Nebengipfel Broad Peak Central bestiegen.
Im Jahr 2004 war er Teil einer katalanischen Expedition, die die erste Wiederholung der Magic Line am K2 versuchte. Cadiach drehte dabei auf 8300 m wieder um, während dem gemeinsamen Abstieg verstarb Manel de la Matta an einer Bauchfellentzündung, Jordi Cormoinas konnte als einziger der Expedition den Gipfel erreichte. Bis heute (Stand Sept. 2021) wurde die Route nicht mehr wiederholt.
Neben seinen Besteigungen in Asien bereiste Cadiach auch Amerika und Afrika. Er ist auch als Fotograf tätig und war an der Entstehung mehrerer Dokumentarfilme beteiligt. Im Dokumentarfilm Al Filo de lo Imposible übernahm er die Rolle des George Mallory. Für die Fernsehsendung El Cim auf TV3 bestieg er 2003 mit sechs unerfahrenen Bergsteigern den 6961 m hohen Aconcagua.

## Besteigungen der Achttausender
Cadiach hat die Achttausender in folgender Reihenfolge bestiegen:
1. Nanga Parbat (8125 m) am 7. August 1984
2. Mount Everest (8848 m) am 28. August 1985, zweiter Aufstieg am 17. Mai 1993
3. Shishapangma (8027 m) am 4. Oktober 1993
4. Cho Oyu (8188 m) am 29. September 1996, zweiter Aufstieg am 4. Mai 1997
5. Makalu (8485 m) am 19. Mai 1998
6. Gasherbrum II (8034 m) am 7. Juli 1999
7. Lhotse (8516 m) am 23. Mai 2001
8. Manaslu (8163 m) am 4. Oktober 2011
9. Annapurna I (8091 m) am 6. Mai 2012
10. Dhaulagiri (8167 m) am 25. Mai 2012
11. K2 (8611 m) am 31. Juli 2012
12. Kangchendzönga (8586 m) am 20. Mai 2013
13. Hidden Peak (8080 m) am 29. Juli 2013
14. Broad Peak (8051 m) am 27. Juli 2017